# Solenocera acuminata
Solenocera acuminata is een tienpotigensoort uit de familie van de Solenoceridae. De wetenschappelijke naam van de soort is voor het eerst geldig gepubliceerd in 1973 door Pérez Farfante & Bullis.